# Xuân Hiệp, Xuân Lộc
Xuân Hiệp là một xã thuộc huyện Xuân Lộc, tỉnh Đồng Nai, Việt Nam.
Xã có diện tích 24,63 km², dân số năm 1999 là 11149 người, mật độ dân số đạt 453 người/km².

## Hành chính
Xã Xuân Hiệp được chia thành 4 ấp: Bình Minh, Tam Hiệp, Tân Tiến, Việt Kiều.